# Aegolipton peninsulare
Aegolipton peninsulare là một loài bọ cánh cứng trong họ Cerambycidae.